# Tremblay-en-France
Tremblay-en-France (franskt uttal: [tʁɑ̃blɛ ɑ̃ fʁɑ̃s]
 ( lyssna), före 1989: Tremblay-lès-Gonesse) är en kommun i departementet Seine-Saint-Denis i regionen Île-de-France i norra Frankrike. Kommunen ligger i kantonen Tremblay-en-France som tillhör arrondissementet Le Raincy. År 2022 hade Tremblay-en-France 38 210 invånare.
Kommunen är en av de nordöstliga förorterna till Paris och ligger 19,5 kilometer från Paris centrum.

## Befolkningsutveckling
| Befolkningsutvecklingen i Tremblay-en-France 1968–2021 | Befolkningsutvecklingen i Tremblay-en-France 1968–2021 | Befolkningsutvecklingen i Tremblay-en-France 1968–2021 | Befolkningsutvecklingen i Tremblay-en-France 1968–2021 | Befolkningsutvecklingen i Tremblay-en-France 1968–2021 |
| ------------------------------------------------------ | ------------------------------------------------------ | ------------------------------------------------------ | ------------------------------------------------------ | ------------------------------------------------------ |
|                                                        |                                                        |                                                        |                                                        |                                                        |
| År                                                     |                                                        |                                                        | Folkmängd                                              |                                                        |
| 1968                                                   | 1968                                                   |                                                        | 18 482                                                 |                                                        |
| 1975                                                   | 1975                                                   |                                                        | 26 846                                                 |                                                        |
| 1982                                                   | 1982                                                   |                                                        | 29 644                                                 |                                                        |
| 1990                                                   | 1990                                                   |                                                        | 31 385                                                 |                                                        |
| 1999                                                   | 1999                                                   |                                                        | 33 885                                                 |                                                        |
| 2007                                                   | 2007                                                   |                                                        | 35 410                                                 |                                                        |
| 2015                                                   | 2015                                                   |                                                        | 35 381                                                 |                                                        |
| 2021                                                   | 2021                                                   |                                                        | 37 271                                                 |                                                        |